# 西布列塔尼大学

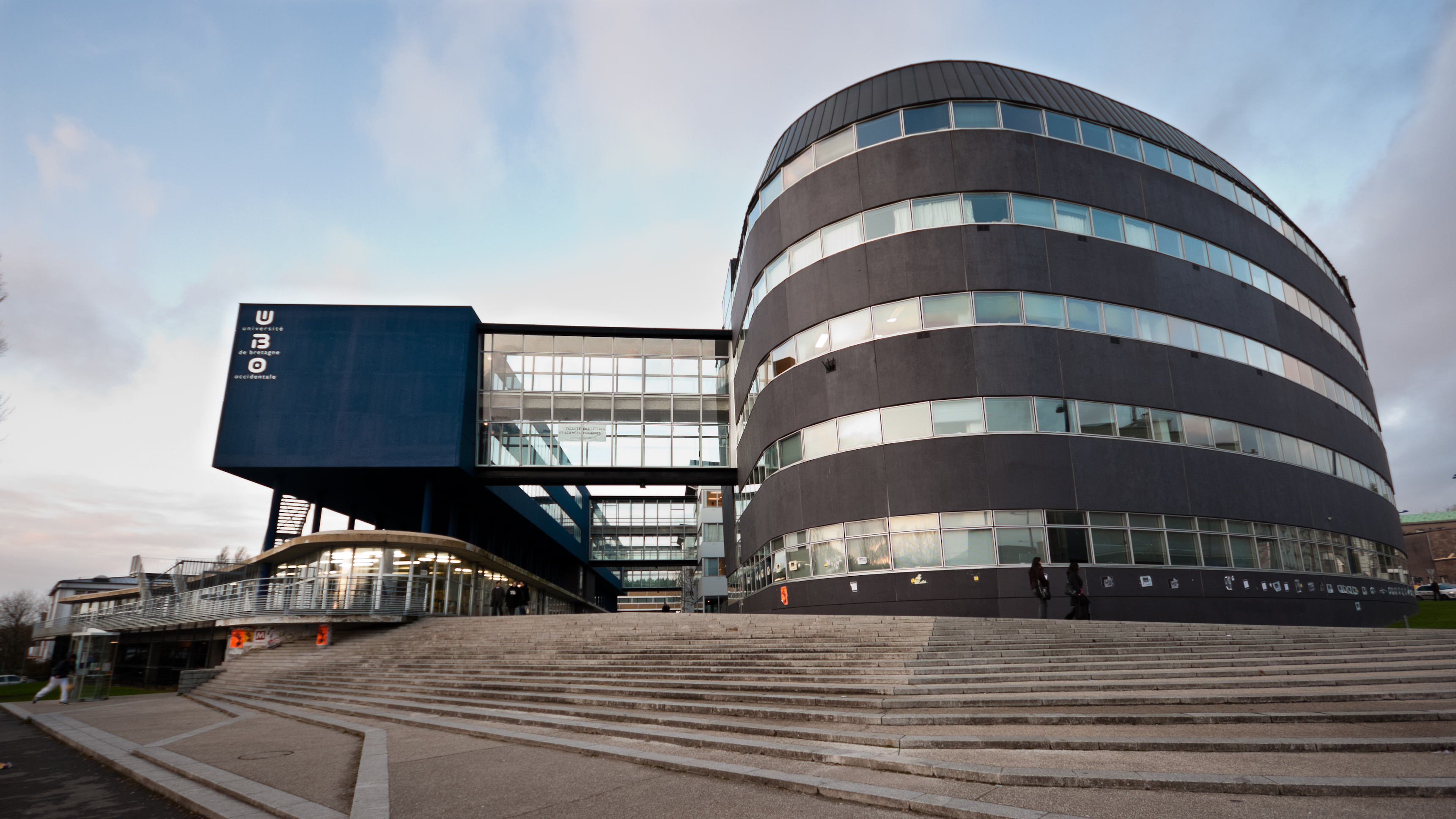
大学建筑

西布列塔尼大学（法語：Université de Bretagne-Occidentale），官方名称是布雷斯特大学，是法国布列塔尼大区布雷斯特的一所公立综合性大学。该大学也是雷恩学区的四所大学之一。

## 历史
西布列塔尼大学的前身是雷恩大学设在布雷斯特的部分学院，于1971年1月正式成立。随后又分出了南布列塔尼大学。

## 院系设置
- 文学社会科学学院
- 科学技术学院
- 体育学院
- 医学学院
- 科学学院
- 牙科学院
- 法律经济管理学院
- 布雷斯特大学技术学院
- 坎佩尔大学技术学院
- 西布列塔尼企业管理学院 IAE
- 公务员考试预备学校
- 高等教育师范学校
- 欧洲海洋大学研究安
- 布列塔尼-大西洋高等农学工程师学校

## 历任校长
- 2016- : Matthieu Gallou[2]
- 2007-2016 : Pascal Olivard
- 2002-2007 : Jean-Claude Bodéré[3] ·
- 1997-2002: Pierre Appriou[4] ·
- 1992-1997: Jean-Claude Bodéré
- 1987-1992 : Firmin Tuffin
- 1982-1987 : Claude Babin
- 1977-1982 : Michel Quesnel
- 1972-1977 : Julien Queré
- 1969-1972 : Raymond-François Le Bris[5] ·